# Ambrosi Hoffmann

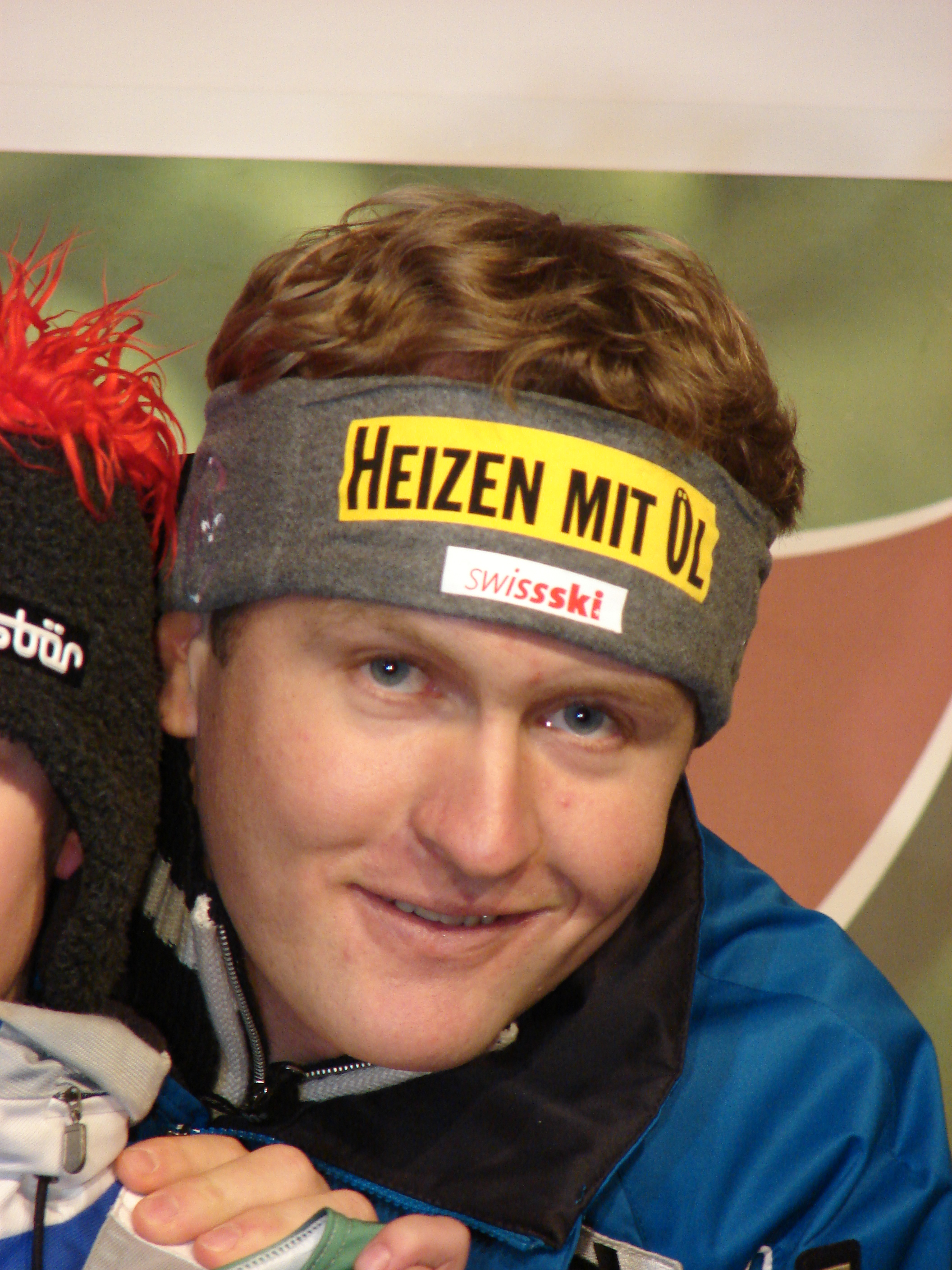
Ambrosi Hoffmann

Ambrosi Hoffmann (Davos, 22 maart 1977) is een Zwitserse alpineskiër.

## Palmares

### Olympische Winterspelen
- Turijn (2006)
  - Bronzen medaille op de super-G

- Vancouver (2010)
  - 23e op de afdaling